# Itzlishofen

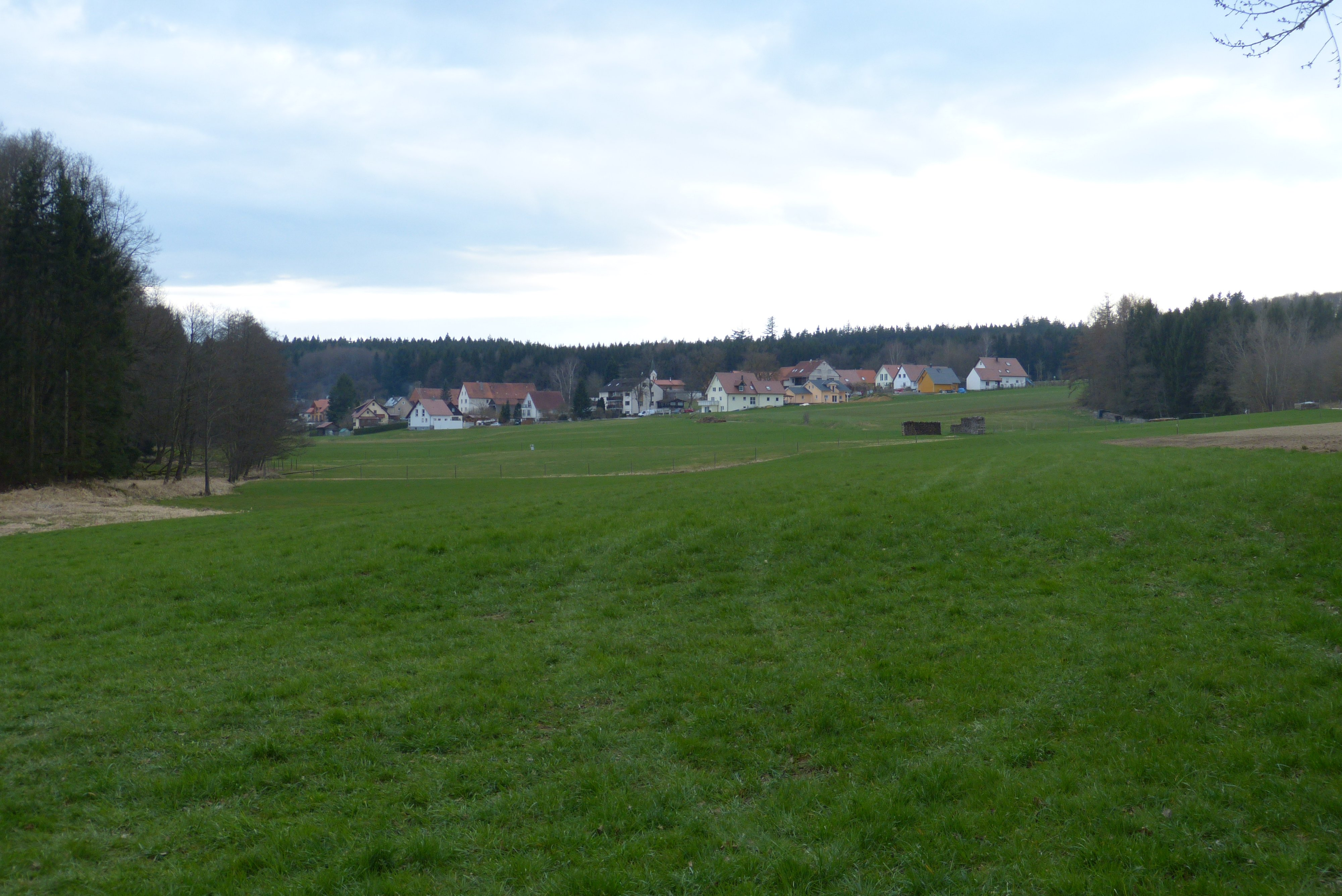
Itzlishofen

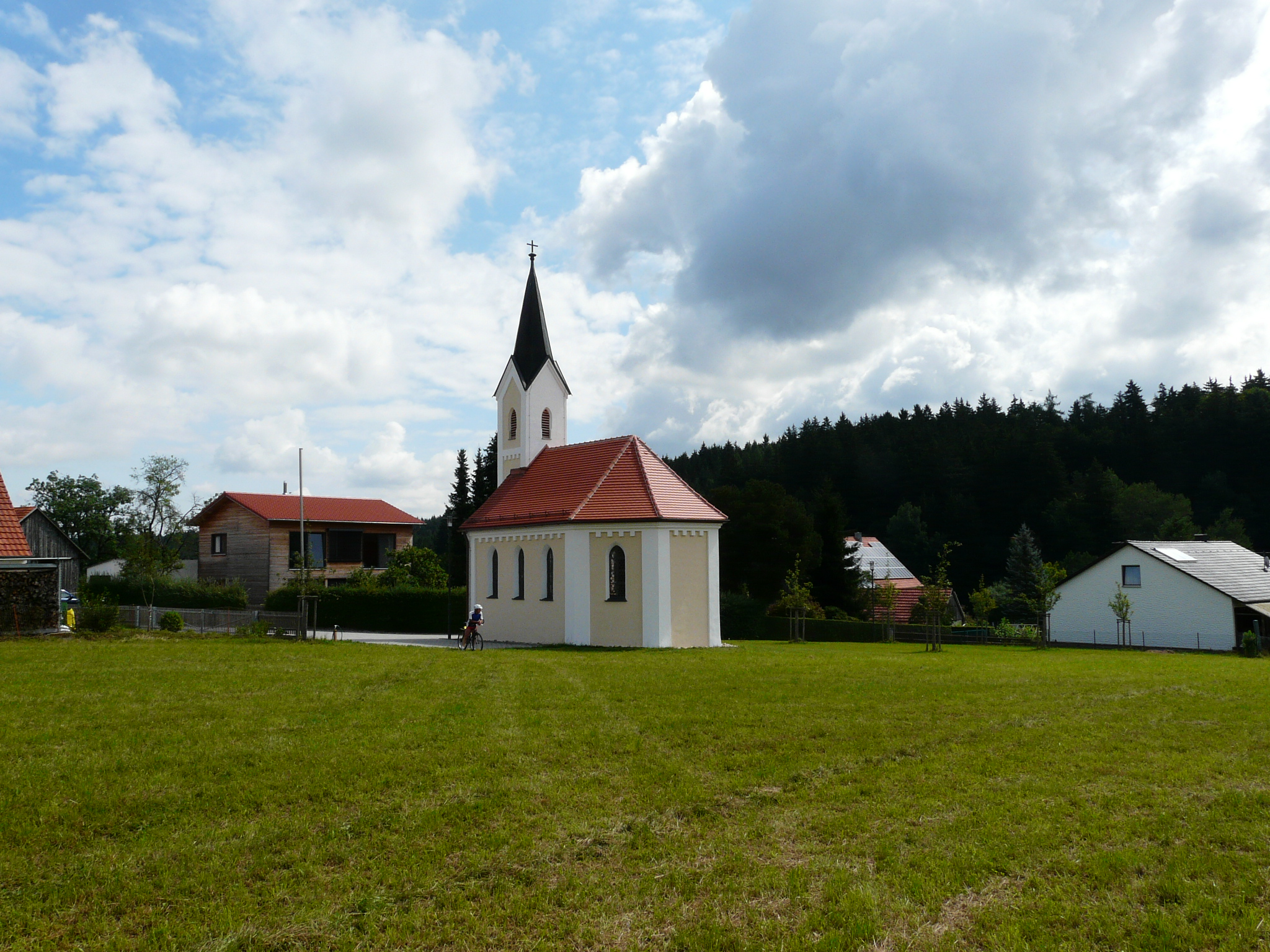
Kapelle in Itzlishofen

Itzlishofen (bis 1840 Vögele genannt) ist ein Dorf und Gemeindeteil des Marktes Fischach im schwäbischen Landkreis Augsburg in Bayern (Deutschland).
Itzlishofen liegt in den Stauden. Es gehörte bis zur Gebietsreform in Bayern zur Gemeinde Kreuzanger (heute Ortsteil von Bobingen) und wurde am 1. Juli 1975 in den Markt Fischach umgemeindet.
Itzlishofen gehört zur katholischen Pfarrei Sankt Vitus in Willmatshofen.
Der Ort ist durch Verbindungsstraßen ab Willmatshofen, Döpshofen, Waldberg und Siegertshofen zu erreichbar.